# Sydyk Mukhamedzjanov
Sydyk Mukhamedzjanov (kasakhisk: Сыдық Мұхамеджанов; russisk: Сыдык Мухамеджанов, tr. Sydyk Mukhamedzjanov; født 5. august 1924 i Karaganda, Kasakhstan, død 3. februar 1991) var en sovjetisk komponist. 
Mukhamedzhanov studerede komposition på Alma Ata-konservatoriet hos Jevgenij Brusilovskij. Han har skrevet 4 symfonier, orkesterværker, operaer, kammermusik, vokalmusik etc.
Fra 1960 - 1962 var Mukhamedzjanov formand for "Foreningen af komponister i Kasakhstan", fra  1964 - 1968 var har direktør og kunstnerisk leder af det kasakhiske statslige filharmonisk symfoniorkester og fra 1969 - 1972 direktør for det kasakhiske statslige opera- og balletteater. 

## Udvalgte værker
- Symfoni: Stormen (1968) - for orkester [1]
- Zagadochnaya devushka (1979) - opera [2]
- Symfonisk kui "Darkhan dala" (1987) - for orkester
- Symfonisk kui "Glæden ved hjemlandet" ("Shattyk Otany") (1951) - for kasakhstanske instrumenter og orkester